# Euphorbia marginata
Euphorbia marginata (vulgarmente conocida como velo de novia, carámbano de verano o manto de la Virgen) es una planta anual perteneciente a la familia Euphorbiaceae. Puede alcanzar una altura de 60 centímetros, con 30 de anchura.
Es originaria de las zonas templadas de América del Norte (praderas de Minnesota, Dakota y Texas) y está extendida por todo el mundo, especialmente en China.

## Descripción

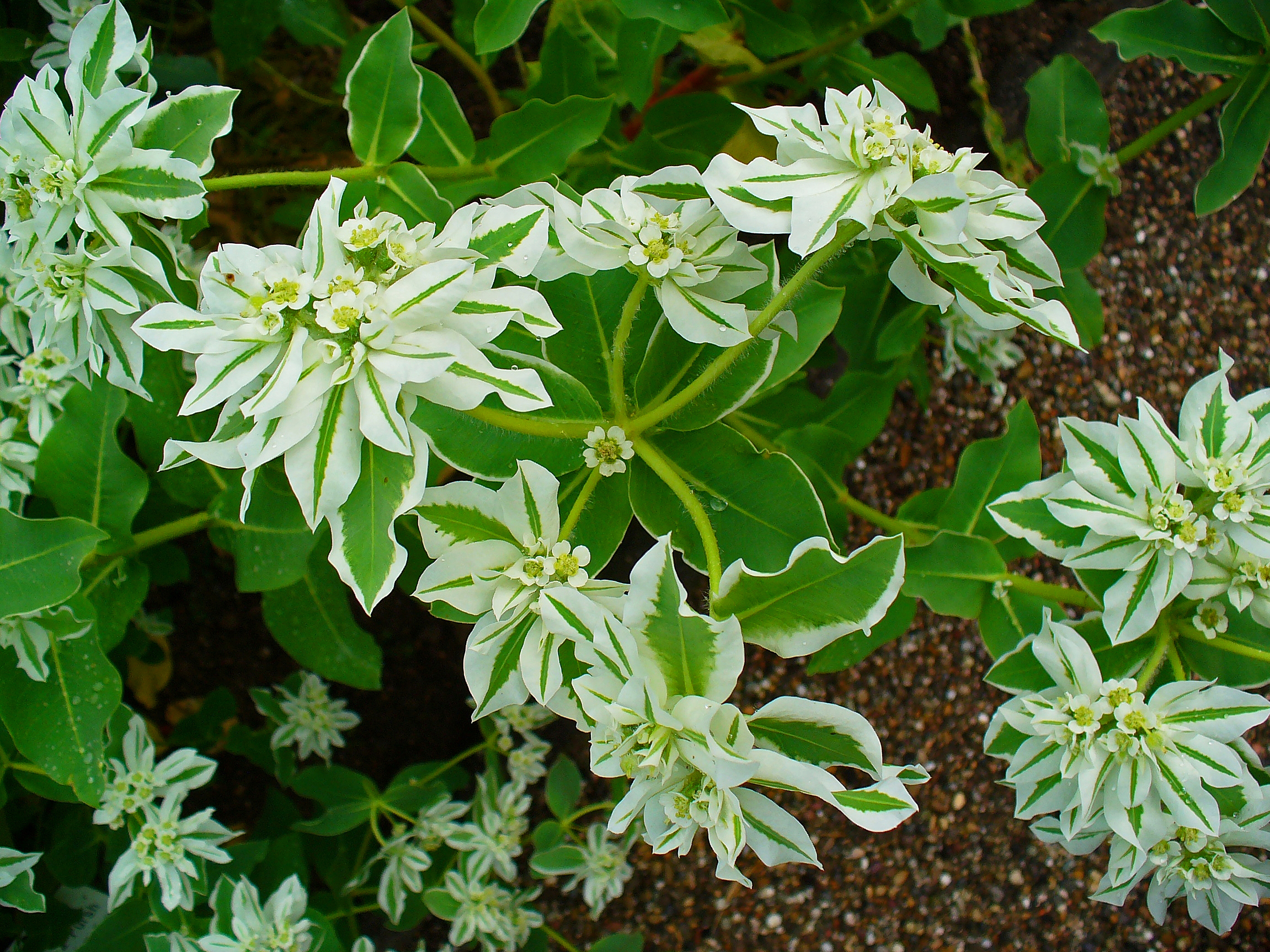
Euphorbia marginata

La Euphorbia marginata tiene hojas de color verde a lo largo de las ramas y sus flores son de color blanco con toques verdes amarillentos que salen a finales de verano y principios de otoño. Estas flores carecen de pétalos son muy pequeñas y están subtendidas por largas hojas modificadas o diferentes al resto, las cuales poseen partes reproductoras monoicas. 
Se ha descubierto que la Euphorbia emite grandes cantidades de gas de azufre, principalmente en forma de sulfuro de dimetilo (DMS).